# Valentine Hugo
Valentine Marie Augustine Gross Hugo (Boulogne-sur-Mer, 1887 – Parigi, 1968) è stata un'artista francese.
È nota soprattutto per aver curato l'illustrazione delle opere di Paul Éluard.

## Biografia
Era figlia del musicista e insegnante di pianoforte Auguste Gross, profugo dall'Alsazia dopo l'annessione all'Impero tedesco.
Dal 1907 al 1910 studiò pittura a Parigi, presso l'École nationale supérieure des beaux-arts. Terminati gli studi trasformò il suo appartamento parigino di rue de Montpensier in un salotto frequentato da Marcel Proust, André Gide, Paul Morand, Pablo Picasso, Jean Cocteau, Erik Satie, Maurice Ravel, Serge Diaghilev, Léon-Paul Fargue, Roger de La Fresnaye.
Nel 1913, seguendo Vaslav Nijinski, annotò la coreografia e disegnò i costumi di Le Sacre du printemps.
Dopo la prima guerra mondiale continuò a frequentare gli amici in seno al Gruppo dei Sei, all'interno del quale conobbe Georges Auric.
Nel 1917 incontrò il pittore Jean Hugo (1894-1984), bisnipote di Victor Hugo, e lo sposò nel 1919. Con lui collaborò alla scenografia di vari balletti.
L'appartamento del Palais-Royal in cui si trasferì la coppia dopo il matrimonio divenne un ritrovo culturale. Insieme al marito, Valentine collaborò nel 1921 alla creazione dei costumi del balletto Les Mariés de la Tour Eiffel; grazie a Jean Cocteau conobbe Raymond Radiguet ed ebbe l'occasione di realizzare 24 incisioni su legno dai modelli di Jean Hugo per il Roméo et Juliette di Cocteau.
Verso la fine degli anni venti incontrò il gruppo surrealista, e partecipò attivamente al movimento fra il 1930 e il 1936 esponendo le proprie opere per la prima volta nel 1933 presso il Salon des Surindépendants.
Dal punto di vista artistico il surrealismo fornì a Valentine una ricchezza di spunti che si concretizzarono in opere, ritratti e illustrazioni, esposte prima nel Salon des Surindépendants (1933), e successivamente a Tenerife, Copenaghen, Tokyo e New York. Espose insieme a Max Ernst, Giacometti, Arp, Pablo Picasso, Marcel Duchamp, Man Ray.
Realizzò i ritratti di diversi esponenti del gruppo surrealista e illustrò le opere in particolare di René Char, René Crevel, Paul Éluard; eseguì illustrazioni anche dei Chants de Maldoror di Lautréamont e soprattutto della riedizione dei Contes bizarres di Achim von Arnim, di cui Breton scrisse la prefazione.
Sul piano umano non si trattò tuttavia di un periodo particolarmente fortunato, sia per le difficoltà economiche derivate dalla crisi del 1929 e dal conseguente crollo del mercato dell'arte, sia per il divorzio dal marito nel 1932, forse causato dalle relazioni con Paul Éluard, appena abbandonato da Gala, nel 1929, e con André Breton nel 1930, nonostante la relativa freddezza di quest'ultimo nei confronti di una "donna snob".
Nel 1930 interpretò una piccola parte nel film L'âge d'or di Luis Buñuel e Salvador Dalí, in cui recitavano vari surrealisti fra cui Valentine e Roland Penrose.
Addolorata dal suicidio del poeta René Crevel nel 1935, e dalla defezione di René Char, Tristan Tzara e Paul Éluard, Valentine Hugo prese le distanze dal surrealismo e lasciò a propria volta il gruppo nel 1937.
Nel 1942 collaborò ancora con Paul Éluard per La Conquête du monde par l'image, ma trascorse gli ultimi anni della propria vita da sola e gravata da ristrettezze economiche, che la spinsero a vendere libri e quadri pregiati.
Nel 1977 il Centro culturale di Champagne a Troyes (Aube) dedicò a Valentine Hugo la prima retrospettiva monografica organizzata in Francia.

## Opere principali

### Dipinti
- Rêve du 21 décembre (Sogno del 21 dicembre, 1929), collezione privata[5]
- La Barque de l'amour s'est brisée contre la vie courante (La barca dell'amore si è spezzata contro la vita quotidiana, 1930)
- Objet surréaliste à fonctionnement symbolique (Oggetto surrealista a funzionamento simbolico, scatola surrealista, 1931)[6]
- Une femme admirable apparaîtra sur un zèbre (Una donna mirabile apparirà su di una zebra, 1932, olio su tela, collezione privata)[7]
- Portrait d'André Breton (Ritratto di André Breton, 1933, olio su tela)[8]
- La Vérité tomberait du ciel sous la forme d'un harfang (La verità cadrà dal cielo sotto forma di civetta delle nevi, 1933, olio su tela)[9]
- Rêve du 17 janvier 1934 (Sogno del 17 gennaio 1934, 1934)[10]
- Les Surréalistes (I Surrealisti, 1935, olio su tela, ritratti di André Breton, René Crevel, René Char, Paul Éluard e Tristan Tzara, collezione privata, cm 120 × 100)[11]
- Poule (Chioccia, 1937, incisione su carta, collezione Dominique Rabourdin, cm. 31,5 × 22)[12]
- Paul Morand, disegno del ritratto dello scrittore, non datato.

### Illustrazioni
- Comte de Lautréamont, Chants de Maldoror, 1933
- Achim von Arnim, Contes bizarres, 1933
- René Laporte, Alphabet de l'amour, edizioni GLM, 1935
- René Char, Placard pour un chemin des écoliers, edizioni GLM, 1937
- Paul Éluard, Les Animaux et leurs hommes, 1937
- Arthur Rimbaud, Les Poètes de sept ans, edizioni GLM, 1939
- Madeleine Legrand, À Fresnes, témoignage précédé d'un poème de Paul Eluard, edizioni Stock, 1944
- Guy Lévis Mano, La nuit du prisonnier, edizioni GLM, 1945
- Tristan L'Hermite, Le promenoir des deux amans, edizioni GLM, 1949
- Theo Léger, Les puissances du chagrin, L'Arche, 1949
- Jacques de Lacretelle, Silbermann, edizioni André Sauret, 1950 (serie del Grand prix des Meilleurs romans du demi-siècle, Gran premio dei Migliori romanzi della metà del secolo)
- Paul Éluard, Le phénix, edizioni GLM, 1951
- Laurice Schehadé, Le temps est un voleur d'images, edizioni GLM, 1952
- 12 commandements pour tous les temps et pour personne, edizioni GLM, 1955